# Лицо французской национальности
«Лицо французской национальности» — российская криминальная комедия режиссёра Ильи Хотиненко, также он снялся в этом фильме. Съёмки фильма проходили в 1999 году. Премьера фильма состоялась 8 апреля 2000 года, а в кинотеатрах он был показан 1 мая 2000 года. 30 мая 2000 года состоялась премьера внеконкурсного показа фильма на форуме молодого кино «Дебют-кинотавр». После премьеры фильм не окупился в прокате. Фильм является дебютной работой продюсера Романа Борисевича.
В июне 2000 года фильм участвовал на фестивале «Кинотавр» в номинации Главный приз «Золотая роза».
Слоган фильма — «Беглый заключенный выдает себя за школьного учителя. Авантюрная комедия о перипетиях провинциальной жизни».

## Сюжет
Незадачливый грузин Валико попадает за какую-то пустяковую провинность в колонию, где работает на лесоповале. Однако, совершенно случайно ему приходится стать участником побега коллег по несчастью. Мечтая сдаться властям, он выходит из лесу в деревеньку, где по ошибке его все принимают за учителя французского языка, которого он совсем не знает. Что делать — теперь он учитель и под видом французского учит детей грузинскому языку. Чуть позже в его жизни появляется настоящий роман — вместе с молодой учительницей литературы…

## В ролях

### Главные роли[13]
| Актёр                | Роль |
| -------------------- | --- |
| Владимир Майсурадзе  | Валико, учитель французского языка                                                                           |
| Анна Михалкова       | Светлана, учительница                                                                                        |
| Александр Сериденко  | Яша Пестиков, жених Светланы, сосед Валико по общежитию, старатель (в титрах указан как Александр Середенко) |
| Валентин Смирнитский | милиционер (в титрах указан как Валентин Смирницкий)                                                         |
| Юрий Назаров         | Иваныч, метеоролог, охотник                                                                                  |
| Ольга Машная         | Аделия, повар                                                                                                |
| Владимир Носик       | Михайло Михайлович, директор школы                                                                           |
| Андрей Мерзликин     | милиционер                                                                                                   |
| Леонид Петренко      | Лёнчик, доминошник, старатель                                                                                |
| Анатолий Шаляпин     | Телушкин, доминошник, старатель                                                                              |
| Павел Аксёнов        | доминошник, старатель                                                                                        |
| Армен Мурадян        | Гоша, доминошник, старатель                                                                                  |
| Роза Новосельцева    | учительница                                                                                                  |
| Камилла Власенкова   | мать школьника Вали, соседка Валико по общежитию                                                             |

### Эпизодические роли[13]
| Актёр                  | Роль                                         |
| ---------------------- | -------------------------------------------- |
| Роман Рубцов           | не указано                                   |
| Валерия Майсурадзе     | не указано                                   |
| Алексей Рубцов         | не указано                                   |
| Андрей Голиков         | милиционер на обмывании звёздочки полковника |
| Михаил Колодяжный      | не указано                                   |
| Елена Антипова         | учительница                                  |
| Владимир Маслов        | не указано                                   |
| Динара Дангадзе        | не указано                                   |
| Ирина Ригина           | не указано                                   |
| Светлана Рубакидзе     | не указано                                   |
| Шушана Гоголадзе       | не указано                                   |
| Сергей Лучишин         | не указано                                   |
| Яна Яценко             | не указано                                   |
| Иван Ефимов            | не указано                                   |
| Сергей Лискун          | не указано                                   |
| Виктор Шипинков        | не указано                                   |
| Сергей Шипинков        | не указано                                   |
| Дмитрий Хренов         | не указано                                   |
| Милана Мельчакова      | не указано                                   |
| Михаил Кузнецов        | не указано                                   |
| Роман Борисевич        | не указано                                   |
| Сергей Лозница         | не указано                                   |
| Вера Моргачева         | не указано                                   |
| Илья Хотиненко         | не указано                                   |
| Елена Трояновская      | не указано                                   |
| Анна Ковалёва          | не указано                                   |
| Андрей Дутиков         | не указано                                   |
| Ирина Румянцева        | не указано                                   |
| Вера Закатова          | не указано                                   |
| Степан Костюхин        | не указано                                   |
| Анастасия Мохначёва    | не указано                                   |
| Давид Капиашвили       | не указано                                   |
| Сергей Матосян         | не указано                                   |
| Анна Фенченко          | журналист                                    |
| Ольга Дарфи (Пигалева) | не указано                                   |
| Андрей Санатин         | не указано                                   |
| Екатерина Лукина       | не указано                                   |
| Елена Мишина           | не указано                                   |
| Дмитрий Позаренко      | не указано                                   |
| Светлана Берсенева     | не указано                                   |
| Екатерина Бондарева    | не указано                                   |
| Олег Горобчук          | не указано                                   |
| Валерий Шипилов        | не указано                                   |

## Съёмочная группа
| Роль                             | Имя                                               |
| -------------------------------- | ------------------------------------------------- |
| Автор сценария                   | Оксана Северина                                   |
| Разработка сценария              | Максим Курочкин                                   |
| Сценарист-конструктор            | Илья Оленев                                       |
| Режиссёр-постановщик             | Илья Хотиненко                                    |
| Оператор-постановщик             | Андрей Найдёнов                                   |
| Художники-постановщики           | Мария Позднеева, Ирина Корина, Ольга Божко        |
| Художники по гриму               | Вера Моргачева, Мария Бершачевская                |
| Художник по костюмам             | Елена Михайловская                                |
| Композитор                       | Денис Шепилов, Александр Лунёв                    |
| Звукорежиссёр                    | Николай Мосин                                     |
| Монтаж                           | Наталья Сажина                                    |
| Редакторы                        | Сергей Лозница, Сергей Лучишин, Дмитрий Позаренко |
| Оператор                         | Владимир Чернозубов                               |
| Ассистент режиссёра              | Елена Трояновская                                 |
| Ассистент оператора              | Илья Мелихов                                      |
| Ассистент художника-постановщика | Андрей Кузнецов                                   |
| Ассистент художника по костюмам  | Анна Ковалёва                                     |
| Ассистенты художника по монтажу  | Марина Глотова, Елена Даньшина,                   |
| Осветители                       | Александр Колганов, Владимир Полякевич            |
| Супермеханики                    | Владимир Запасов, Илья Петухов                    |
| Художник комбинированных съёмок  | Юрий Смирнов                                      |
| Оператор комбинированных съёмок  | Леонид Акимов                                     |
| Цветоустановка                   | Фея Овсянникова                                   |
| Отбор детей                      | Наталья Феоктистова                               |
| Администратор                    | Андрей Дутиков                                    |
| Директор                         | Михаил Колодяжный                                 |
| Исполнительный продюсер          | Александр Рубцов                                  |
| Продюсер                         | Роман Борисевич                                   |

## Премьера на ТВ
Телевизионная премьера фильма в Украине состоялась 24 ноября 2000 года, в 0:00, на региональном канале «12 канал (Донецк)», а в России 19 сентября 2001 года, в 23:40, на канале «РТР».
15 декабря 2013 года премьера фильма состоялась в 20:50, на канале «Русский иллюзион».

## Саундтрек
В титрах фильма звучит саундтрек — песня группы «140 ударов в минуту» «Знай, что я тебя люблю!», вышедшая в мае 2000 года как и фильм, она вошла в альбом группы «В реальном времени» на лейбле концерна «Видеосервис» 2000 года. Музыку к песне написали — композитор фильма Александр Лунёв и участник группы Сергей Конев, а стихи — продюсер группы Василий Ровенский и Сергей Конев, песню исполнил солист группы Евгений Крупник. Песня записана в студии звукозаписи Вячеслава Ворона «Ворон Студио» в 2000 году, мастеринг песни сделал звукорежиссёр Вадим Захаров.
Через 10 лет вышла новая версия песни, вошедшая в компиляцию группы «Безопасное извлечение» на лейбле «Квадро-Диск» 2010 года, её снова исполнил Евгений Крупник. Через 9 лет вышла та же версия, исполненная другим солистом группы Андреем Ивановым, она вошла в альбом группы «Нонсенс» на лейбле «Creative Media» 2019 года.

## Технические данные
- Производство: студия «Партнер Видео Фильм» и дистрибьютор «Art Movie Entertainment».
- Ограничение по возрасту: лицам до 18 лет просмотр не рекомендуется[22].
- Прокатное удостоверение № 111089405 от 27 октября 2005 года[23].
- Издание на DVD: 1 DVD, звук: Dolby Digital 2.0, изображение: PAL, Standart 4:3 (1,33:1)[22], язык: русский, издатель: Спайр, год: 2006.